# سیارک ۱۴۳۹
سیارک ۱۴۳۹ (به انگلیسی: 1439 Vogtia، نامگذاری:1937TE) هزار و چهارصد و سی و نهمین سیارک کشف شده‌است که در ۱۱ اکتبر ۱۹۳۷ و در هایدلبرگ کشف شد.
قدر مطلق سیارک برابر ۱۰٫۴۵ است.